# 早瀬晋三
早瀬 晋三（はやせ しんぞう、1955年 - ）は、日本の東南アジア学者。早稲田大学教授。

## 人物・来歴
岡山県津山市生まれ。1980年東京大学文学部東洋史学科卒業。1984年オーストラリア・マードック大学でPh.D.（歴史学）取得。1987年鹿児島大学教養部講師・助教授、1993年大阪市立大学文学部助教授、2001年教授、2013年早稲田大学大学院アジア太平洋研究科教授。2003年の『海域イスラーム社会の歴史―ミンダナオ・エスノヒストリー』で第20回大平正芳記念賞受賞。専門は海域東南アジア民族史、近現代アジア・日本関係史。

## 著書
- 『「ベンゲット移民」の虚像と実像 近代日本・東南アジア関係史の一考察』同文館出版, 1989.11
- 『海域イスラーム社会の歴史 ミンダナオ・エスノヒストリー』岩波書店, 2003.8
- 『歴史研究と地域研究のはざまで フィリピン史で論文を書くとき』法政大学出版局, 2004.12
- 『戦争の記憶を歩く 東南アジアのいま』岩波書店, 2007.3
- 『未来と対話する歴史』法政大学出版局, 2008.10
- 『歴史空間としての海域を歩く』法政大学出版局, 2008.10
- 『未完のフィリピン革命と植民地化』 (世界史リブレット)山川出版社, 2009.2
- 『フィリピン近現代史のなかの日本人 植民地社会の形成と移民・商品』東京大学出版会, 2012.10
- 『マンダラ国家から国民国家へ 東南アジア史のなかの第一次世界大戦』(レクチャー第一次世界大戦を考える) 人文書院, 2012.6
- 『グローバル化する靖国問題 東南アジアからの問い』(岩波現代全書) 岩波書店, 2018.3
- 『東南アジアのスポーツ・ナショナリズム :SEAP GAMES/SEA GAMES 1959-2019年』(早稲田大学アジア太平洋研究センター研究叢書)めこん, 2020.7

### 共編著
- 『フィリピンの事典』(東南アジアを知るシリーズ) 鈴木静夫共編. 同朋舎出版, 1992.4
- 『写真記録東南アジア 歴史・戦争・日本 1 フィリピン・太平洋諸国』鈴木亮共編著　ほるぷ出版, 1997.3
- 『写真記録東南アジア 歴史・戦争・日本 6 東南アジアはいま』倉沢愛子、高嶋伸欣、根本敬、村嶋英治共編著　ほるぷ出版, 1997.3
- 『岩波講座東南アジア史 別巻　東南アジア史研究案内』桃木至朗共編 岩波書店, 2003.1
- 『比律賓情報』編纂(20世紀日本のアジア関係重要研究資料 第2部(定期刊行資料)) 龍渓書舎, 2003.5
- 『「領事報告」掲載フィリピン関係記事目録 1881-1943年』編. 龍溪書舎, 2003.5
- 『フィリピン関係文献目録 戦前・戦中、「戦記もの」 (南方軍政関係史料 編. 龍溪書舎, 2009.11
- 『20世紀日本のアジア関係重要研究資料 編集復刻』龍溪書舎, 2013-15.6
- 『南洋協会発行雑誌〈『会報』・『南洋協会々報』・『南洋協会雑誌』・『南洋』1915～44年 (南方軍政関係史料 編. 龍溪書舎, 2018.1

翻訳
- ジェームズ・フランシス・ワレン『阿姑とからゆきさん シンガポールの買売春社会1870-1940年』蔡史君共監訳, 藤沢邦子 訳. 法政大学出版局, 2015.6

## 論文
- <早瀬晋三